# Stiftung Insel Hombroich
Die Stiftung Insel Hombroich [ˈhɔmbʁoːx] ist eine deutsche Kunststiftung mit Sitz in Neuss. Geschäftsführer der Stiftung Insel Hombroich ist seit 1. Januar 2022 der ehemalige Direktor des Marta Herford Roland Nachtigäller.
Die gemeinnützige Kulturstiftung des Landes Nordrhein-Westfalen entstand im November 1996 durch die gemeinsame Gründung Karl-Heinrich Müllers, des Rhein-Kreises Neuss und der Stadt Neuss. Dazu gab es eine finanzielle Hilfe des Landes Nordrhein-Westfalen. Erster Vorsitzender war Wolfgang Schulhoff.
Ihrem Selbstverständnis nach ist die Stiftung Träger eines „Kulturraumes“ oder „Kulturlabors“, in dem sich das seit 1982 entstandene Museum Insel Hombroich mit Natur, Gebäuden wie der 1816 errichteten und unter Denkmalschutz stehenden Villa mit streng axial angelegtem Garten von 1820 Haus Hombroich und Sammlungsstücken zusammenfindet, mit einigen Ateliers sowohl im Museumsbereich als auch auf der benachbarten Raketenstation Hombroich.
2020 wurde der Stiftung der Große Kulturpreis der Sparkassen-Kulturstiftung Rheinland zuerkannt.